# Grad Kyrenia

Grad Kyrenia (grško Κάστρο της Κερύνειας turško Girne Kalesi), na vzhodnem koncu starega pristanišča Kirenija je grad iz 16. stoletja, ki so ga Benečani zgradili nad starejšo križarsko utrdbo. V njegovem obzidju leži kapela iz 12. stoletja, ki prikazuje ponovno uporabljene poznorimske kapitele in Muzej brodolomov.

## Zgodovina
Kirenija obstaja od 10. stoletja pr. n. št. Izkopavanja so pokazala grške sledi, ki segajo v 7. stoletje pred našim štetjem, vendar je bilo mesto razvito v mesto pod rimsko oblastjo.
Raziskave na tem mestu kažejo, da so Bizantinci zgradili originalni grad v 7. stoletju, da bi mesto varovali pred novo arabsko pomorsko grožnjo. Prvo zgodovinsko sklicevanje na grad je iz leta 1191, ko ga je angleški kralj Richard I. zavzel na poti v tretji križarski pohod, ko je premagal Izaka Komnena, nadobudnega lokalnega guvernerja, ki se je razglasil za cesarja.
Po kratkem obdobju je Richard I. otok prodal vitezom templarjem in nato svojemu bratrancu Guyu de Lusignanu, nekdanjemu jeruzalemskemu kralju. S tem se je začelo 300 let frankovskega Lusignanskega kraljestva Ciper (1192-1489). Sprva je bil grad precej majhen. John d'Ibelin ga je razširil med letoma 1208 in 1211. Grad je imel glavno funkcijo vojaško, izboljšave pa so sestavljali nov vhod, stolpi v obliki kvadrata in podkve, odprtine za lokostrelce in ječe.
Grad je bil deležen več obleganj. Napad Genovežanov leta 1373 je grad skoraj uničil, najdaljše med obleganji v 15. stoletju pa je trajalo skoraj štiri leta in nesrečne prebivalce primoralo na uživanje miši in podgan. Do leta 1489 so Benečani prevzeli nadzor nad Ciprom in leta 1540 grad razširili in mu dali današnji videz. Glavne spremembe, kot so dodajanje debelih sten in odprtine za topove, so bile prilagoditve spremembam v vojskovanju v obliki smodniškega topništva. Benečani so na treh nivojih namestili tudi topovske ploščadi, da so lahko s kopnega usmerjali topovski ogenj proti napadalcem. Znotraj gradu so zgradili ogromne dolge rampe, da so lahko topove povlekli po stenah. Ko so bila dela na gradu končana, je njegovo obzidje obsegalo tudi majhno cerkev sv. Jurija, ki so jo morda zgradili Bizantinci v 11. ali 12. stoletju.
Leta 1570 se je Kirenija predala Osmanom. Tudi Turki so grad spremenili, toda Britanci so te spremembe med okupacijo odstranili. V gradu je grobnica osmanskega admirala Sadik-paše. Britanci so grad uporabljali kot policijsko vojašnico in šolo za usposabljanje. Grad so uporabljali tudi kot zapor za člane grško-ciprske organizacije EOKA.
Oddelek za starine v Kireniji je leta 1950 prevzel skrbništvo nad gradom, čeprav je bil v času nemirov EOKE pod britanskim nadzorom. Oddelek je ponovno prevzel nadzor leta 1959 in od leta 1960 je bil grad odprt za javnost. Vendar je v obdobju od 1963 do 1967 Ciprska nacionalna garda grad uporabljala kot vojaški štab. Po turški invaziji na Ciper je 1974, je oddelek za starine in muzeje Girne prevzel odgovornost za ohranitev in uporabo gradu. Oddelek hrani ikone, ki so jih zbirali iz cerkva na območju Kirenije pred letom 1974 in jih je shranil v zaklenjene prostore gradu za hrambo. Nekateri so zdaj razstavljeni v cerkvi nadangela Mihaela.

## Trenutne značilnosti
Obrambni jarek na kopnem delu gradu je bil pred 14. stoletjem poln vode in je služil kot pristanišče. V grad se vstopi skozi njegov severozahodni vhod, ki se odpira na most, ki sega preko jarka. Od prvih vrat, ki ležijo severozahodno od utrjenega obzidja, ki so ga zgradili Benečani, se pride do obokanega hodnika, ki vodi do vhoda v Lusignanov grad. Prehod na levi strani hodnika omogoča vstop v cerkev sv. Jurija oblikovano kot grški križ. Kupola te cerkve sloni na marmornatih stebrih s korintskimi kapitelji, ki so bili rešeni iz starejše stavbe drugje in postavljeni tukaj.
Grobnica v vhodnem hodniku Lusignanovega gradu pripada osmanskemu admiralu Sadik-paši, ki je osvojil Kirenijo leta 1570. Nato hodnik vodi do velikega notranjega dvorišča gradu, ki je obdano z garderobami, hlevi in bivalnimi prostori. Obokane sobe (kraljeve stražnice, zapor itd.) Severno in vzhodno od dvorišča pripadajo obdobju Lusignanov. Kraljevi deli zahodno od dvorišča, pa tudi velika in obokana okna malega latinskega templja segajo v obdobje Lusignanov. Na južnem delu dvorišča so utrdbe in ostanki, ki pripadajo bizantinskemu obdobju. Rampe vodijo do obrambe na zgornjih odsekih zidov. Po stopnicah se lahko povzpne do kraljevih apartmajev Lusignanov in majhne kapelice. V globinah gradu Kyrenia so ječe, skladišča in skladišča smodnika. Zunaj dvorišča je prostor, v katerem so razstavljene najdbe z različnih arheoloških najdišč, kot so vaška grobnica Akdeniz, neolitsko naselje Vrysi in Kirni grobnica iz bronaste dobe. Na severnem koncu dvorišča je tudi majhna trgovina s spominki in preprosta kavarna.

## Muzej brodolomov
V eni od sob, ki vodijo z dvorišča, je Muzej brodolomov, v katerem so razstavljeni ostanki grške trgovske ladje iz 4. stoletja pred našim štetjem, ene najstarejših plovil, ki so jih kdaj koli našli, skupaj s tovorom. Leta 1965 je Andreas Kariolou, grško-ciprski potapljač, odkril plovilo, obremenjeno z mlinskimi kamni in amforami za vino s Kosa in Rodosa. Plovilo je plulo na Ciper, ko ga je neurje uničilo pred pristaniščem Kirenija. Leta 1967 je razbitino razkazal arheologom. Ekipa pod vodstvom Michaela Katseva iz muzeja za arheologijo in antropologijo Univerze v Pennsylvaniji je nato preučevala razbitine med leti 1969 in 1974. Plovilo je bilo v času, ko je potonilo, staro približno 80 let. Danes je v posebej nadzorovanem okolju v muzeju skupaj z amforami ohranjen 14 metrov dolg trup iz alepskega bora, obloženega s svincem.

## V popularni kulturi
Velik del PlayStation Portable igre Assassin's Creed: Bloodlines poteka v Kyrenii in na gradu.